# Jennite
La jennite est un minéral de la classe des silicates. Il a été nommé en l'honneur du colonel de l'armée américaine Clarence Marvin Jenni (1896-1973), conservateur du Musée de géologie de l'université du Missouri de 1960 à 1967, bien qu'il soit resté actif en tant que conservateur après sa retraite jusqu'à sa mort quelques années plus tard. Il était le découvreur du minéral.

## Caractéristiques
La jennite est un silicate de formule chimique Ca9(Si3O9)2(OH)8·8H2O. Elle cristallise dans le système triclinique. Sa dureté sur l'échelle de Mohs est de 3,5.
La structure de la jennite est composée de trois modules distincts : des rubans d'octaèdres de calcium partageant leurs arêtes, des chaînes de silicates de type wollastonite orientées selon l'axe b et des octaèdres de calcium supplémentaires sur des centres d'inversion. Les groupes hydroxyle sont liés à trois cations de calcium  mais il n'y a pas de groupes SiOH.

## Classification
Selon la classification de Nickel-Strunz, la jennite appartient à "09.DG - Inosilicates avec 3 chaînes simples et multiples périodiques", avec les minéraux suivants : bustamite, ferrobustamite, pectolite, sérandite, wollastonite, wollastonite-1A, cascandite, plombiérite, clinotobermorite, riversidéite, tobermorite, foshagite, paraumbite, umbite, sørensenite, xonotlite, hillebrandite, zorite, chivruaïte, haineaultite, épididymite, eudidymite, elpidite, fénaksite, litidionite, manaksite, tinaksite, tokkoïte, senkevichite, canasite, fluorcanasite, miserite, frankaménite, charoïte, yuksporite et eveslogite.

## Formation et gisements
La jennite se forme comme minéral d'altération dans les calcaires et skarns métamorphosés. Elle se trouve généralement en remplissage de veines et d'espaces ouverts comme une phase minérale tardive. On la trouve également dans la pâte de ciment hydratée.
Il a été découvert dans les carrières de Crestmore, dans le comté de Riverside, dans l'état de Californie, aux États-Unis. Il a également été décrit dans d'autres endroits en France, en Allemagne, en Israël, en Italie, au Japon, en Jordanie, au Mexique, en Norvège, en Russie, en Slovaquie, en Afrique du Sud et en Ouganda.

## Chimie du ciment
La jennite est souvent utilisée dans les calculs thermodynamiques pour représenter le pole de silicate de calcium hydraté (C-S-H) le moins évolué. La valeur de son rapport atomique Ca/Si ou moléculaire CaO/SiO2 (C/S) est de 1,50 (9/6), calculée directement à partir de sa composition chimique élémentaire. La tobermorite représente le pôle le plus évolué avec un ratio C/S de 0,83 (5/6).